# Lincos

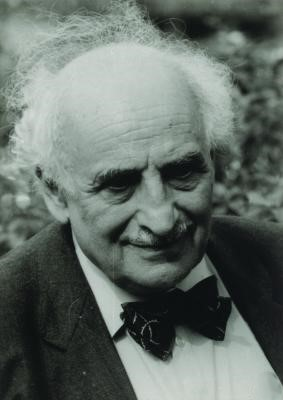

Lincos (abréviation pour le latin lingua cosmica) est un langage construit décrit en 1960 par le mathématicien Hans Freudenthal dans son livre Lincos: Design of a Language for Cosmic Intercourse, Part 1. Il est destiné à communiquer avec une vie extraterrestre utilisant les transmissions radio. Freudenthal pense que ce langage peut être facilement compris par des êtres intelligents. Il est destiné à synthétiser l'ensemble des connaissances humaines.
En 2019, Robin Cousin fait référence à cette langue dans son ouvrage Des milliards de miroirs afin que ses personnages puissent envoyer des informations à un ordinateur extraterrestre.